# أحداث ستاد الدفاع الجوي 2015
أحداث ستاد الدفاع الجوي هي تدافع وقع على بوابات استاد دار الدفاع الجوي بالقاهرة أسفر عن مقتل 22 شخصًا من مشجعي كرة القدم يوم 8 فبراير 2015 قبل مباراة الدوري بين نادي الزمالك ونادي إنبي استخدمت فيه الشرطة المصرية قنابل الغاز المسيل للدموع لتفريق المشجعين.

## التفاصيل
وقعت الأحداث بعد محاولة مشجعي نادي الزمالك دخول المباراة ولديهم تذاكر دخول المباراة، وذلك لأن الداخلية المصرية سمحت بدخول 10 ألاف مشجع فقط لحضور المباراة، وبحسب ألتراس وايت نايتس فإن قوات الأمن بادرت بإطلاق قنابل الغاز على الجماهير، ردت وزارة الداخلية في بيان وقالت أن الوفيات حدثت نتيجة شدة التدافع بين الجماهير. بينما أكد الطب الشرعي أن جميع الجثث ثبت أنها لقيت مصرعها نتيجة الاختناق بالغاز، مضيفا أنه لا توجد أي طلقات رصاص بالجثامين.، نفت مصلحة الطب الشرعي هذا التقرير فيما بعد وأوضحت أنه تمت إحالة الطبيب إلى التحقيق لاتهامه بكتابة تقارير مزورة وغير صحيحة، وقالت أن الطبيب الذي أعد التقارير اعترف في التحقيق أن أهالى المتوفين ضغطوا عليه لكتابة التقارير بأن سبب الوفاة كان نتيجة اختناق بالغاز.
في تصريح متلفز قال هشام عبد الحميد المتحدث باسم الطب الشرعي إن التدافع هو السبب الوحيد لسقوط الضحايا ونفى أن يكون سبب الوفيات نتيجة الغاز أو طلقات نارية، مضيفاً أن جميع الحالات كانت الإصابة فيها عبارة عن كدمات تتركز في منطقة الصدر والوجه والرأس.

## ردود الفعل
قرر مرتضى منصور رئيس نادي الزمالك إيقاف عمر جابر بعدما رفض المشاركة في المبارة. كما قررت رئاسة مجلس الوزراء تأجيل الدوري لموعد يتم تحديده فيما بعد. كذلك قرر مجلس إدارة اتحاد الكرة تجميد قرار عودة الجماهير إلى الملاعب.
جوزيف بلاتر (رئيس الاتحاد الدولي لكرة القدم)
بعث بلاتر ببرقية تعزية إلى السيد جمال علام (رئيس الاتحاد المصري لكرة القدم). وعرض في رسالته تقديم الدعم للاتحاد المصري لكرة القدم مشيرًا إلى أن الفيفا مستعد لتقديم أي مساعدة في أعقاب هذه المأساة.

وأضاف: 
نادي تشيلسي
نشرت الصفحة الرسمية لنادي تشيلسي عبر فيس بوك: